# Iglesia de San Andrés (Cuenca)
La iglesia de San Andrés en Cuenca (España) se construyó en el siglo XVI bajo la dirección del arquitecto Pedro de Alviz, quien contó con la colaboración del Maestro de Cantería Sebastián de Arnani. 
La obra estuvo parada bastante tiempo, hasta que, avanzado el siglo XVI, Juanes de Mendizábal y su yerno, Pedro de Aguirre, la pusieron nuevamente en marcha. 
La profunda crisis que se produjo en Cuenca en la primera mitad del siglo XVII incidió de forma negativa en la obra, la cual hasta finales del siglo XVII, no se reanudó. La humedad había dañado seriamente paredes y arcos del presbiterio, e incluso parece que afectaba a la cimentación. Domingo Ruiz fue el encargado de presentar las condiciones y trazas de las reparaciones. 
Está desconsagrada y actualmente se usa para preservar algunos pasajes de la Pascua en Cuenca.
En 1936 el templo sufrió graves daños y después de la guerra civil fue cedido a las cofradías, con el fin de albergar sus pasos procesionales.

## Descripción
La planta de la iglesia, que es sensiblemente trapezoidal, está condicionada por el pequeño solar en que se asienta. 
La nave está dividida en tres tramos, por medio de columnas adosadas al muro. La situación de la sacristía, detrás del altar, supone una gran novedad; aunque ello obligue al Arquitecto a cortar el pilar, el cual arranca de una ménsula apoyada en un fino baquetón, que es un tipo de soporte muy utilizado por Pedro de Alviz. 
En el presbiterio se voltean unos arcos entre las columnas y, sobre ellos, se rasgan las ventanas, que son de medio punto. 
Alviz y Arnani levantaron los muros del edificio, pero no llegaron a cerrar. A un arquitecto como Alviz, que estaba acostumbrado a manejar soluciones góticas, cubrir un edificio con los tramos asimétricos indudablemente le planteaba un problema de muy difícil solución. De hecho, hasta muchos años después, la iglesia no se abovedó. Hasta fines del siglo XVI y principios del XVII no se tendió la bóveda del presbiterio. Y las de los dos tramos de la nave no se hicieron hasta el último tercio del siglo XVII, siglo en que también se rasgaron en el muro las ventanas correspondientes a esos dos tramos. 
En el primer tramo, a ambos lados de la nave, hay unos arcos platerescos de dibujo muy sencillo; éstos se encuentran enmarcados por pilastras cajeadas, con sus capiteles adornados con grutescos, y en sus enjutas aparecen flores aveneradas, espejos y otros motivos renacientes. A finales del siglo XVII, se construyeron en el presbiterio los arcos que hoy vemos desnudos, pero que, en otro tiempo, cobijaron unos espléndidos retablos barrocos. 
La portada está bien compuesta, aunque la destrucción de las jambas ha dañado sus proporciones. Conceptualmente es una obra muy avanzada. Está concebida como si fuera un templete superpuesto a una portada; para conseguir este efecto se han colocado los aletones, que unen los dos cuerpos en que se articula la portada, detrás de las bolas. También se ha dado un mayor relieve a las columnas toscanas, que arrancan de altos pedestales, así como al entablamento que enmarca el arco de la puerta y a las bolas que van a ejes de las columnas. El uso de las bolas como motivo decorativo nos habla con toda elocuencia de la relación del edificio con la arquitectura postherreriana. El cuerpo superior, que termina con un frontón triangular, adornado con una cruz y bolas, está diseñado con gran acierto. Es muy refinado el recuadro hecho para meter la pequeña hornacina que contiene la imagen de San Andrés, y supone una gran novedad los dos estípites que aparecen a ambos lados. 
En cuanto a la torre que se alza a los pies de la iglesia, hubo que apoyarla, debido a la estrechez de la calle, en una ménsula, aprovechando justamente el quiebro que se produce en la fachada. 
Asimismo, hay que citar las dos rejas que cierran las ventanas de la cabecera del tempo. Estas rejas se forjaron en el siglo XVI en los talleres conqueses, los cuales, en esa centuria, alcanzaron un gran esplendor. 